# Balta Doamnei (gmina)
Balta Doamnei – gmina w Rumunii, w okręgu Prahova. Obejmuje miejscowości Balta Doamnei, Bâra, Curcubeu i Lacu Turcului. W 2011 roku liczyła 2873 mieszkańców.